# 선저우 11호
선저우 11호(중국어: 神舟十一号)는 중화인민공화국의 6번째 유인우주선이다. 2016년 10월 17일 내몽골 자치구 주취안 위성발사센터에서 발사됐다. 발사 2일 후에 2016년 9월 15일 발사된 톈궁 2호와 도킹하여 우주 체류 임무를 수행하였다.